# Gisela de Kerzenbroeck
Gisela de Kerzenbroeck, ou Gisela von Kerssenbrock, foi uma freira cisterciense alemã, ilustradora e cantora que morreu em 10 de janeiro de 1300. Ela escreveu o Codex Gisle, um manual litúrgico para o Mosteiro Rulle, perto de Osnabrück.